# Telephos

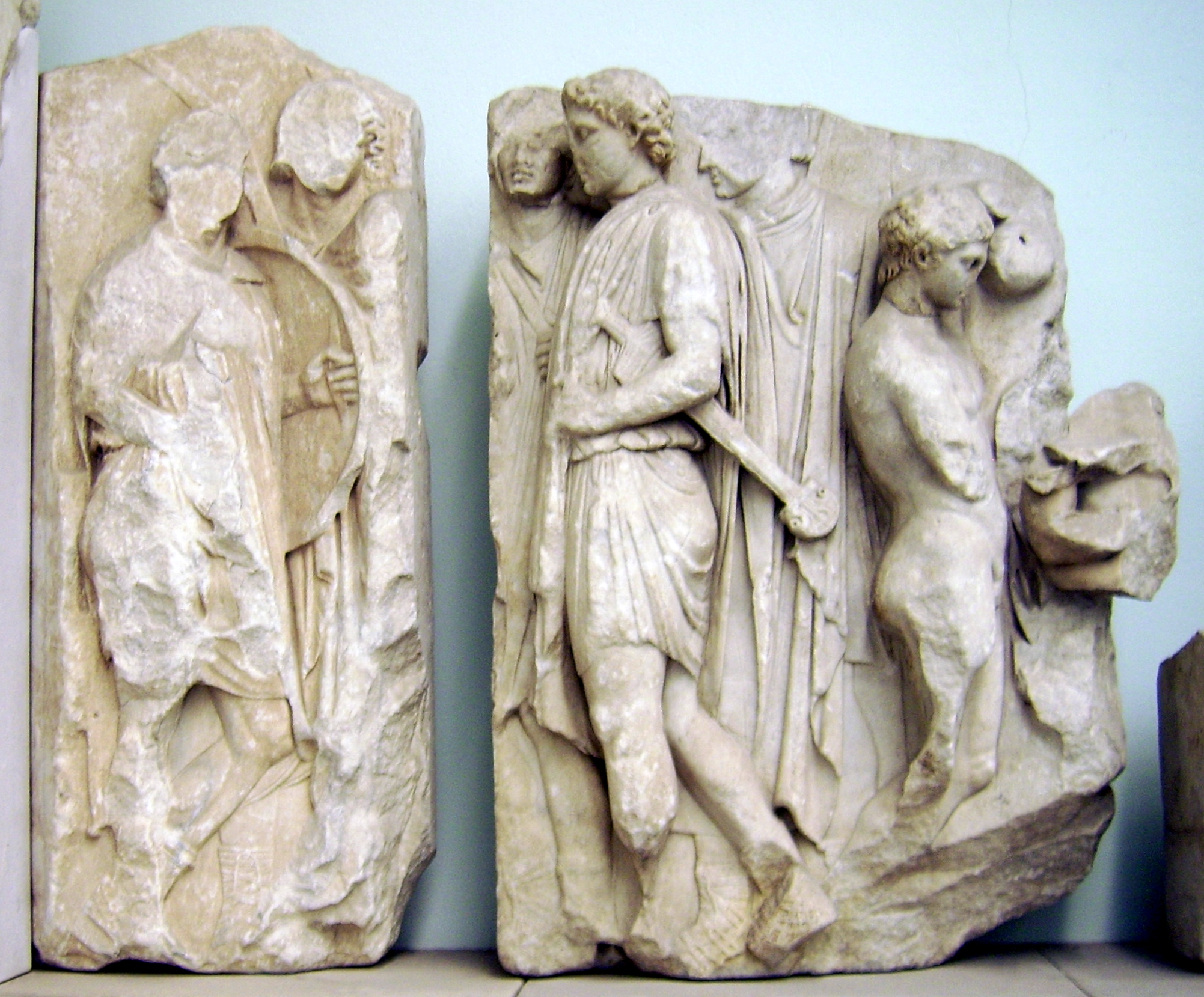
Telephos wird in Argos begrüßt – Platte des Telephosfrieses vom Pergamonaltar

Telephos (altgriechisch Τήλεφος Tḗlephos) ist in der griechischen Mythologie ein Arkadier, Sohn des Herakles und der Auge, einer Priesterin der Athene.
Auges Vater, König Aleos, war in Delphi geweissagt worden, dass ein Sohn der Auge die eigenen Onkel, Auges Brüder, töten würde, weshalb er sie mit einem Keuschheitsgelübde als Priesterin der Athene verwahren wollte. Der durchreisende Halbgott Herakles verliebte sich aber in die schöne Auge und schwängerte sie, worauf Auge das Kind im Geheimen gebar. Nach der Entdeckung wurde sie durch Aleos auf offener See ausgesetzt, da der König sich scheute, seine Tochter eigenhändig zu töten. Telephos wurde in einem Gebirge ausgesetzt, wurde aber von einer Hirschkuh gesäugt. Er kam schließlich zu König Korythos. Auf dem Kleinen Pergamonfries im Berliner Pergamonmuseum wird Telephos von einer Löwin gesäugt. Aus diesem Grund wurde der Name Telephos bereits in der Antike volksetymologisch mit θηλή thēlḗ, deutsch ‚Mutterbrust‘ in Verbindung gebracht, obwohl er sehr wahrscheinlich eine Kurzform zu Τηλεφάνης Tēlephánēs, deutsch ‚der weithin Strahlende‘ ist.
Bei König Teuthras von Mysien fand er später seine Mutter, die dort Aufnahme gefunden hatte. Doch erkannte niemand, dass es Mutter und Sohn waren. Nachdem er für Teuthras gekämpft hatte, gab dieser ihm seine eigene Mutter Auge zur Frau und machte ihn zu seinem Nachfolger. Die Ehe wurde dank einer Schlange, die zwischen sie ging, nicht vollzogen (Siehe Geschichte von Auge). Als auf dem Zuge gegen Troja die Hellenen versehentlich Mysien angriffen, wurden sie von Telephos besiegt, dieser aber von Achilleus mit dessen Speer verwundet.
Da die Wunde nicht heilte und das Orakel verkündete, dass sie nur derjenige heilen könne, der sie geschlagen habe, wandte Telephos sich nach Argos, um dort Achilleus in Agamemnons Palast aufzusuchen. Er raubte auf Klytaimnestras Rat Orestes, den kleinen Sohn Agamemnons, aus der Wiege und drohte, das Kind zu töten, wenn ihm keine Hilfe zuteilwürde. Nach dem Einwand des Achilleus, dass er sich auf dem Gebiet der Medizin nicht auskenne, verfiel Odysseus auf die Idee, das Orakel könne auch so gemeint sein, dass nicht Achilleus, sondern dessen Speer der Verursacher der Wunde sei und sie daher auch heilen könne. Daraufhin führte abgeschabter Rost der Lanze, der in die Wunde gelegt wurde, tatsächlich zum gewünschten Erfolg. Ovid spielt darauf an, wenn er Achilleus sagen lässt, er habe Telephos zweimal die Wirkung seiner Lanze spüren lassen.
Vom Orakel als Führer nach Troja bezeichnet, zeigte Telephos den Griechen den Weg dorthin, weigerte sich aber, als Gemahl der Astyoche, einer Schwester des Priamos, am Krieg selbst teilzunehmen. Er gründete die Stadt Pergamon und wurde später von den Königen aus dem Haus der Attaliden als Heros verehrt. Auf dem in Pergamon ausgegrabenen inneren Relief des Pergamonaltars ist seine Geschichte dargestellt.
Wie bei vielen Sagen aus der griechischen Antike gibt es auch zum Telephosmythos mehrere abweichende Varianten.